# 三木望夢
三木 望夢（みき のぞむ、2006年3月13日 - ）は、兵庫県出身の日本の柔道選手。階級は100kg級。身長180㎝。

## 経歴
高知県の香長中学から大牟田高校へ進むと、1年の時に全国高校選手権でチームの優勝に貢献した。2年の時にはインターハイ団体戦で3位だったが、全国高校選手権の個人戦無差別で優勝した。3年の時には金鷲旗とインターハイ団体戦で3位、世界カデの90㎏超級では7位だった。2024年に国士舘大学へ進学すると、全日本ジュニアの100㎏級で優勝した。世界ジュニアでは決勝でウズベキスタンのムハマドソディク・ソディコフに技ありで敗れて2位だった。団体戦では決勝のフランス戦で反則勝ちするなどしてチームの優勝に貢献した。講道館杯では決勝まで勝ち上がるも、パーク24のグリーンカラニ海斗に技ありで敗れて2位だった。グランドスラム・東京では2回戦でIJF名義で出場したロシアのマトベイ・カニコフスキーに浮落で敗れた。グランドスラム・タシケントでは準決勝でIJF名義で出場したロシアのアダム・サンガリエフに技ありで敗れると、3位決定戦でも地元ウズベキスタンのエマザル・サラセンバエフに有効で敗れて5位だった。2年の時には体重別で3位になった。ワールドユニバーシティゲームズでは準々決勝でジョージアの選手に敗れるも、その後の敗者復活戦を勝ち上がって3位になった。
IJF世界ランキングは500ポイント獲得で68位(25/7/20現在)。

## 戦績
- 2022年 -　全国高校選手権　団体戦　優勝
- 2022年 -　インターハイ　団体戦　3位
- 2023年 -　全国高校選手権　個人戦　優勝(無差別)
- 2023年 -　金鷲旗 3位
- 2023年 -　インターハイ　団体戦　3位
- 2023年 -　世界カデ　7位(90㎏超級)
- 2024年　- スペインジュニア国際　2位
- 2024年　- 全日本ジュニア　優勝
- 2024年 -　世界ジュニア 個人戦　2位　団体戦　優勝
- 2024年 -　講道館杯　2位
- 2025年 - グランドスラム・タシケント　5位
- 2025年 - 体重別　3位
- 2025年 - ワールドユニバーシティゲームズ　3位

(出典)